# العلاقات الإندونيسية الصينية
تشير العلاقات الإندونيسية الصينية إلى العلاقات الخارجية بين إندونيسيا والصين. بدأت العلاقات بين الدولتين منذ قرون، واعتُرِف بها بشكل رسمي في عام 1950. عُلِّقت العلاقات الدبلوماسية بين الدولتين على الرغم من الاعتراف بها في عام 1967، وهو نفس العام الذي وصل فيه الديكتاتور الرأسمالي الإندونيسي سوهارتو إلى الرئاسة المؤقتة بعد الاستقالة القسرية للرئيس سوكارنو، واستؤنفت بعد ذلك في عام 1990. تملك الصين سفارة في جاكرتا وقنصليات في سورابايا وميدان، وتملك إندونيسيا سفارة في بكين وقنصليات في غوانزو وشنغهاي وهونغ كونغ. يُعد البلدان من بين أكبر الدول في آسيا من حيث المساحة والسكان، وتُعد الصين الدولة الأكثر اكتظاظًا بالسكان على وجه الأرض، بينما تملك إندونيسيا رابع أكبر عدد من السكان في العالم. تُعد الدولتان عضوان في منتدى التعاون الاقتصادي لدول آسيا والمحيط الهادي ومجموعة العشرين.
كانت وجهات النظر الإندونيسية بشأن الصين إيجابية ومستقرة بقوة، وذلك وفقًا لاستطلاع أجرته إذاعة بي بي سي العالمية في عام 2014، إذ تفاوتت بين 52% إيجابية مقارنة بنسبة 28% سلبية. 

## التجارة والاستثمار
كانت حركة التجارة بين الصين وإندونيسيا في ارتفاع، وخاصة بعد تنفيذ اتفاقية التجارة الحرة بين الأسيان والصين منذ أوائل عام 2010. بلغ حجم التجارة بين إندونيسيا والصين 3.8 مليار دولار أمريكي فقط في عام 2003، وتضاعف في عام 2010 حوالي 10 مرات ووصل إلى 36.1 مليار دولار أمريكي. أدى تحول الصين إلى دولة أسرع في النمو في القرن الحادي والعشرين إلى زيادة الاستثمارات الأجنبية في شبكة البامبو، وهي شبكة تابعة لإحدى الشركات الصينية في الخارج، تعمل في أسواق جنوب شرق آسيا التي تشترك في روابط عائلية وثقافية مشتركة. سببت التجارة الحرة مع الصين الكثير من القلق في إندونيسيا، وذلك لأن تدفقات المنتجات الرخيصة من الصين كانت من الممكن أن تضر بالصناعة الإندونيسية. ضغط القطاع الخاص الإندونيسي ومنظمات المجتمع المدني بقوة على الحكومة الإندونيسية وأعضاء البرلمان، وأصرّا على أنه يجب على إندونيسيا إما الانسحاب من الاتفاقية أو إعادة التفاوض على شروطها مع بكين.
ظلت الصين على رأس الشركاء التجاريين الرئيسيين لإندونيسيا، وكانت أكبر سوق للصادرات والواردات في البلاد. كانت الصين أكبر وجهة للصادرات في إندونيسيا وتجازوت في ذلك اليابان والولايات المتحدة، إذ وصلت إلى 16.8 مليار دولار أمريكي. تُعد الصين أهم مصدر للواردات في إندونيسيا، إذ بلغت قيمتها 30.8 مليار دولار أمريكي أو 22.7% من الواردات الإندونيسية في عام 2016. كانت الصين الأثقل في هذا الميزان، وشغلت إندونيسيا عجزًا تجاريًا بقيمة 14 مليار دولار أمريكي في عام 2016.
أصبحت الأسيان ككل منذ عام 2010 رابع أكبر شريك تجاري للصين بعد الاتحاد الأوروبي واليابان والولايات المتحدة. كانت إندونيسيا رابع أكبر شريك تجاري للصين من بين الدول الأعضاء في الأسيان، والتي بلغت قيمة 12.4 مليار دولار أمريكي بعد ماليزيا (22.2 مليار دولار أمريكي)، وسنغافورة (17.9 مليار دولار) وتايلاند (15.7 مليار دولار)، وذلك وفقًا لبيانات وزارة التجارة في جمهورية الصين الشعبية حتى مايو عام 2010.
عملت الصين أيضًا على تمويل وتطوير العديد من مشاريع البنية التحتية في البلاد لخلق المزيد من النمو في اقتصادها، وذلك كونها ثاني أكبر مانح للمساعدات الخارجية لإندونيسيا بعد سنغافورة. تجسد هذا في المرافق والنقل والصناعة والسياحة مع تدفقات متزايدة من المساعدات في السنوات الأخيرة.
منحت إندونيسيا مشروع السكك الحديدية عالية السرعة المقدّر بمليارات الدولارات بين جاكرتا وباندونغ للصين في أواخر سبتمبر عام 2015. قيل إن عرض الصين لبناء خط جاكرتا-باندونغ دون اشتراط ضمان قرض أو تمويل من إندونيسيا كان نقطة التحول في قرار جاكرتا. كان من المخطط أن تبدأ سكة حديد جاكرتا-باندونغ عالية السرعة بالعمل في عام 2019. 

## الحضارة
بدأت الحضارة الإندونيسية في استيعاب العديد من جوانب الحضارة الصينية منذ العصور القديمة، مثل الألفاظ الدخيلة من أصل صيني في الحضارة الإندونيسية، والتي تُعد في أغلبها مصطلحات لكل الأشياء الصينية، من المطبخ إلى الفن والحرف اليدوية مثل باتيك الجاويون (الباتيك الساحلي) الذي يظهر في الصور الصينية مثل السحابة الصينية، وطائر الفينيق، والتنين، والكيلين، وزهرة الفاوانيا. بدأ المستوطنون الصينيون بالاستيطان في المدن الساحلية الإندونيسية منذ وجود مملكة سريفيجايا (في القرن السابع) وإمبراطورية ماجاباهيت (في القرن الرابع عشر)، وتسارع ذلك فيما بعد خلال عصر شركة الهند الشرقية الهولندية (في القرن السابع عشر). جلب هؤلاء المهاجرون الصينيون معهم الثقافة الصينية من وطنهم، وتزوجوا من نساء محليات وخلقوا ثقافة البيراناكان الهجينة، والتي ما تزال موجودة حتى اليوم في بعض المدن الإندونيسية وماليزيا وسنغافورة المجاورتين. يوجد اليوم حوالي 2,832,510 إندونيسي صيني وفقًا لتعداد عام 2010، إذ شكلوا 1.20% من السكان الإندونيسيين.

## زيارات الدولة
تطورت العلاقات الثنائية بشكل تدريجي منذ استئناف العلاقات الدبلوماسية بين البلدين. زار الرئيس يانج شانغ كون (في عام 1991)، ورئيس اللجنة الدائمة للمجلس الوطني لنواب الشعب الصيني تشاو شي (في عام 1993)، ونائب رئيس مجلس الدولة زهو رونغجي (عام 1996) ، ونائب رئيس الصين هو جينتاو (عام 2000) إندونيسيا منذ استئناف العلاقات الدبلوماسية بين البلدين. زار الرئيس سوهارتو (عام 1990)، ورئيس البرلمان سهود (عام 1991)، ونائب الرئيس سودارمونو (عام 1992)، ورئيس المجلس الاستشاري الأعلى سودومو (عام 1997) الصين. ذهب الرئيس الصيني جيانغ زيمين بزيارة دولة إلى إندونيسيا في نوفمبر عام 1994 بعد أن حضر الاجتماع غير الرسمي الثاني لقادة منتدى التعاون الاقتصادي لدول آسيا والمحيط الهادئ. ذهب الرئيس الإندونيسي عبد الرحمن وحيد بزيارة دولة للصين في ديسمبر عام 1999، وأصدر خلالها البلدان بيانًا صحفيًا مشتركًا. زار نائب الرئيس هو جينتاو إندونيسيا بدعوة من نائب الرئيسة ميجاواتي في يوليو 2000.
زار رئيس مجلس الدولة زهو رونغجي إندونيسيا في نوفمبر عام 2001. ذهبت الرئيسة الإندونيسية ميجاواتي سوكارنوبوتري بزيارة دولة للصين في مارس عام 2002. زار الرئيس عبد الرحمن وحيد، رئيس الجمعية الاستشارية للشعب الإندونيسي حينها، الصين في شهر أبريل. ذهب رئيس المجلس الوطنى لنواب الشعب الصينى لي بنغ في سبتمبر بزيارة ودية رسمية إلى إندونيسيا.
أنشأت وزارتا الخارجية في البلدين آلية تشاور ابتداءً من عام 1991، وعقدت حتى الآن ست جلسات تشاورية. تبادل البلدان مذكرات فيما يتعلق بإعداد القنصليات الإندونيسية العامة في غوانزو في مارس عام 2002. تملك إندونيسيا قنصلية عامة لها في هونغ كونغ.
ذهب الرئيس الإندونيسي المنتخب حديثًا جوكو ويدودو في الفترة من 8 إلى 11 نوفمبر عام 2014 بأول زيارة رسمية خارجية له للصين لحضور قمة منتدى التعاون الاقتصادي لدول آسيا والمحيط الهادئ في بكين. عقد اجتماعًا ثنائيًا مع الرئيس الصيني شي جين بينغ ورئيس الوزراء لي كه تشيانغ. زار الرئيس شي جين بينغ باندونغ للاحتفال بالذكرى الستين للمؤتمر الآسيوي الأفريقي في أبريل عام 2015، وزار جوكو ويدودو بكين لحضور منتدى الحزام والطريق للتعاون الدولي في 14 و15 مايو عام 2017. 

## مقارنة بين البلدين
هذه مقارنة عامة ومرجعية للدولتين:
| وجه المقارنة                                              | الصين                    | إندونيسيا         |
| --------------------------------------------------------- | ------------------------ | ----------------- |
| المساحة (كم2)                                             | 9.60 مليون               | 1.90 مليون        |
| عدد السكان (نسمة)                                         | 1.33 مليار               | 263.99 مليون      |
| الكثافة السكانية (ن./كم²)                                 | 138.54                   | 138.94            |
| العاصمة                                                   | بكين                     | جاكرتا            |
| اللغة الرسمية                                             | اللغة الصينية القياسية   | اللغة الإندونيسية |
| العملة                                                    | رنمينبي                  | روبية إندونيسية   |
| الناتج المحلي الإجمالي (بليون دولار)                      | 12.24 تريليون            | 1.02 تريليون      |
| الناتج المحلي الإجمالي (تعادل القوة الشرائية) بليون دولار | 19.82 تريليون            | 2.85 تريليون      |
| الناتج المحلي الإجمالي الاسمي للفرد دولار أمريكي          | 8.03 ألف                 | 3.35 ألف          |
| الناتج المحلي الإجمالي للفرد دولار أمريكي                 | 13.21 ألف                | 10.52 ألف         |
| مؤشر التنمية البشرية                                      | 0.728                    | 0.684             |
| رمز المكالمات الدولي                                      | +86                      | +62               |
| رمز الإنترنت                                              | .cn، .中国 ‏، .中國 ‏      | .id               |
| المنطقة الزمنية                                           | توقيت الصين، ت ع م+08:00 |                   |

## مدن متوأمة
في ما يلي قائمة باتفاقيات التوأمة بين مدن صينية وإندونيسية:
- ترتبط غوانزو مع سورابايا باتفاقية توأمة منذ 13 نوفمبر 2009.[27][27][27][27]
- ترتبط هايكو مع ريجنسي شمال لومبوك [الإنجليزية]‏ باتفاقية توأمة منذ 2 نوفمبر 1998.[28][28][28][28]
- ترتبط تشونغتشينغ مع بيكانبارو باتفاقية توأمة منذ 1982.
- ترتبط بكين مع جاكرتا باتفاقية توأمة منذ 14 مارس 1979.
- ترتبط شيامن مع سورابايا باتفاقية توأمة منذ 23 يونيو 2006.[29][29]
- ترتبط شانغهاي مع جاوة الشرقية باتفاقية توأمة منذ 2007.[30][30][30][30]
- ترتبط شنجن مع بوكور باتفاقية توأمة منذ 1997.
- ترتبط فوزهو مع سينغكوانغ باتفاقية توأمة منذ 2007.[31][32][33][34]
- ترتبط تشنغدو مع ميدان باتفاقية توأمة.
- ترتبط جيانغمن مع سورابايا باتفاقية توأمة منذ 31 مايو 2012.

## منظمات دولية مشتركة
يشترك البلدان في عضوية مجموعة من المنظمات الدولية، منها:
| علم المنظمة | اسم المنظمة                                                | تاريخ انضمام الصين | تاريخ انضمام إندونيسيا |
| ----------- | ---------------------------------------------------------- | ------------------ | ---------------------- |
|             | بنك التنمية الآسيوي                                        | 1986               | 1966                   |
|             | وكالة ضمان الاستثمار متعدد الأطراف                         | 30 أبريل 1988      | 12 أبريل 1988          |
|             | الأمم المتحدة                                              | 25 أكتوبر 1971     | 28 سبتمبر 1950         |
|             | العملية المشتركة للاتحاد الأفريقي والأمم المتحدة في دارفور | ?                  | ?                      |
|             | الفريق المعني برصد الأرض                                   | ?                  | ?                      |
|             | مجموعة العشرين                                             | ?                  | ?                      |
|             | منظمة حظر الأسلحة الكيميائية                               | ?                  | ?                      |
|             | منظمة التجارة العالمية                                     | 11 ديسمبر 2001     | ?                      |
|             | منظمة الشرطة الجنائية الدولية                              | ?                  | 5 أكتوبر 1954          |
|             | مؤسسة التنمية الدولية                                      | 24 سبتمبر 1960     | 20 أغسطس 1968          |
|             | يونسكو                                                     | 4 نوفمبر 1946      | 27 مايو 1950           |
|             | الاتحاد البريدي العالمي                                    | ?                  | ?                      |
|             | البنك الدولي للإنشاء والتعمير                              | 27 ديسمبر 1945     | 13 أبريل 1967          |
|             | منتدى آسيان الإقليمي ‏                                      | ?                  | ?                      |
|             | المنظمة الهيدروغرافية الدولية                              | ?                  | ?                      |
|             | الاتحاد الدولي للاتصالات                                   | 1 سبتمبر 1920      | 1949                   |
|             | مؤسسة التمويل الدولية                                      | 15 يناير 1969      | 23 أبريل 1968          |
|             | المركز الدولي لتسوية المنازعات الاستشارية                  | 6 فبراير 1993      | 28 أكتوبر 1968         |
|             | منتدى التعاون الاقتصادي لدول آسيا والمحيط الهادئ           | 2 أكتوبر 1991      | 6 نوفمبر 1989          |

## أعلام
هذه قائمة لبعض الشخصيات التي تربطها علاقات بالبلدين:
- أغنيس مونيكا (المغني والفنان، 1 يوليو 1986 – )

## وصلات خارجية
- موقع وزارة الخارجية الصينية
- موقع وزارة الخارجية الإندونيسية